# 빌리 사우스워스
윌리엄 해럴드 사우스워스(William Harold Southworth, 1893년 3월 9일 ~ 1969년 11월 15일)는 메이저 리그 베이스볼에서 우익수, 중견수와 감독으로 활약한 전 미국의 야구 선수이다. 1913년과 1915년, 그리고 1918년부터 1929년까지 활약하면서 그는 왼손 잡이 타자와 오른손 잡이 던지기 선수였다. 그는 3개의 페넌트를 우승한 세인트루이스 카디널스를 감독하여 2개의 월드 시리즈와 보스턴 브레이브스와 또다른 페넌트를 우승하였다. 카디널스의 감독으로서 그의 .642 우승률은 프랜차이즈 역사상 2번째로 제일 높고, 1900년 이래 가장 높은 편이다.
이후의 생애에 사우스워스는 브레이브스를 위한 스카웃으로 지냈다. 그는 자신의 야구 경력에서 비극의 거대한 처리를 다루어 자신의 쌍둥이 아기의 사산과 자신의 부인과 성인이 된 아들의 사망을 경험하였다. 2008년 미국 야구 명예의 전당에 헌액되었다. 6년 후, 카디널스는 그를 세인트루이스 카디널스 명예의 전당 박물관으로 헌액시켰다. 그는 또한 앨라배마주 스포츠 명예의 전당에 속하기도 한다. 그의 아들 빌리 사우스워스 2세와 사촌 빌 사우스워스도 또한 프로 야구 선수였다.

## 어린 시절과 선수 경력
네브래스카주 하버드에서 태어나 오하이오주 콜럼버스에서 자라왔다. 그는 야구를 한 4명의 형들이 있었다. 자신이 그들과 함께 야구를 하는 데 충분한 나이가 되기 전에 사우스워스는 그들이 임시 변통의 공들을 만들 수 있도록 자신의 낡은 양말들을 주려고 하였다. 사우스워스는 자신의 부친의 소원에 대항하여 야구를 하기로 결정하였다. 19세의 나이에 그는 오하이오 주립 리그에서 포츠머스 팀과 계약을 맺었다. 그는 1913년 클리블랜드 인디언스에 입단하였으나 방어에 대체로서 들어간 하나의 경기에만 나왔다.
1914년 사우스워스는 라이다 브룩스와 결혼하였다. 그녀는 목사의 딸이고 둘은 사우스워스가 포츠머스를 위하여 활약할 때 만났다. 사우스워스는 1915년 인디언스로 돌아와 60개의 경기들에 나왔다. 1917년과 1918년의 일부에 버밍햄 바런스를 위하여 활약하고, 자신이 피츠버그 파이리츠로 이룰 때 64개의 메이저 리그 경기들에서 활약하였다.
사우스워스는 1919년 더욱 정규적으로 활약하여 121개의 경기들에 나오며 14개의 3루타와 함께 리그를 이끌었다. 2개의 시즌의 제외와 함께 사우스워스는 1926년을 통하여 최소한 그 많은 경기들을 활약하였다. 1926년 그의 방어적 제공은 증가하였고 .320의 타구 평균, 16개의 홈런과 99개의 타점과 함께 시즌을 마쳤다. 사우스워스의 독립적 스타일이 뉴욕 자이언츠의 감독 존 맥그로의 엄한 지도력과 양립할 수 없으면서 그는 맥그로 감독과 어려움으로 달려 들어갔다. 그는 시즌의 중반에 자이언츠로부터 세인트루이스 카디널스로 이적되었다. 1927년 사우스워스는 자신의 활약 시기를 제한시킨 갈비뼈 부상을 당하였다. 그의 선수 경력을 넘어서 카디널스의 지도력은 그의 역할을 찾기 시작하였다.

## 초기 감독 경력
사우스워스의 감독 경력은 카디널스의 제2군 리그 합동 운영제에서 최고의 클럽인 AA 인터내셔널 리그의 로체스터 레드윙스와 함께 1928년에 시작되었다. 5월 사우스워스와 그의 부인은 쌍둥이의 사산을 경험하였다. 쌍둥이 자식을 잃은 후, 사우스워스는 고향으로 돌아왔으나 그는 빠르게 로체스터로 돌아왔다. 시즌의 후기에 사우스워스는 아들 빌리 주니어가 콜럼버스에서 이웃에 의하여 잘못으로 총에 맞았다는 소식을 들었다. 그의 아들은 회복되었으나 경험은 감독에게 충격을 주었다. 팀은 그 시즌에 인터내셔널 리그 챔피언십을 우승하였다.
사우스워스는 1929년 선수 겸 감독으로서 카디널스로 진급되어 1928년 내셔널 리그 페넌트를 우승하고 뉴욕 양키스에게 4개의 연속적 경기에서 월드 시리즈를 패한 빌 맥케시니를 대체하였다 사우스워스의 메이저 리그 선수 경력은 자신이 19개의 경기들과 5개의 외야수에만 나와 6개의 안타와 함께 .188점 만을 타구하면서 진로의 종말에 도달하였다. 그는 1131개의 메이저 리그 베이스볼 경기에서 .297의 타구 평균, 52개의 홈런, 91개의 3루타, 173개의 2루타, 661개의 매긴 득점과 561개의 타점과 함께 끝냈다. 그는 자신의 경력에서 138개를 도루하고 8개의 시즌에 2자리 수의 도루 총계를 가졌다. 빅 리그 선수로서 사우스워스는 4359개의 타수에서 1296개의 안타를 가졌다.
1929년 메이저 리그 베이스볼의 감독 데뷔는 그의 선수로서 일정 기간보다 더욱 성공적이지 못하였다. 자신의 책임들의 동료로서의부터 단 한해만 옮겨지며 그는 자신들의 자동차들을 운전하면서 그들을 추방한 카디널스에 훈련을 강요하였다. 팀은 그의 강경 노선으로 응답하지 않고 자신들의 첫 88개의 경기들 중 43개 만을 우승하였다. 사우스워스는 7월 21일 로체스터로 돌려 보내지고 맥캐시니가 다시 기용되었으며 카디널스는 4위를 하였다.
사우스워스가 즉시 자신의 성공적인 마이너 리그 감독 경력을 다시 착수하였어도 해고와 자신의 부인 라이다가 42세의 나이로 사망한 개인적 비극이 소용돌이 꼴 아래로 향하였다. 알콜 중독과 분투에 의하여 포위된 그는 봄 훈련이 있는 동안 1933년 자이언츠와 코치 직업을 그만 두고 2개의 시즌들을 위하여 야구를 떠났다. 회복 후, 그는 1935년 카디널스이 마이너 리그 운영제에 가입하여 1939년 그는 다시 로체스터의 감독으로서 다시 성공을 즐겼다. 1935년에 재혼하여 슬하 1녀를 두었다.

## 카디널스로 복귀

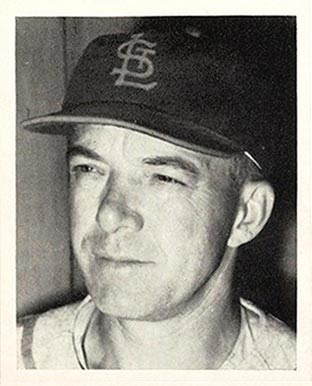
세인트루이스 카디널스 감독으로서의 사우스워스

1940년 6월 팀의 소유자 샘 브리던이 레이 블레이즈 감독을 해고시키고 로체스터로부터 사우스워스를 진급시킬 때 그는 분투하는 카디널스와 함께 2번째 기회를 받았다. 이번에 카디널스는 그의 아래 번창하였다. 이노스 슬로터, 마티 매리언, 스탠 뮤지얼, 워커 쿠퍼, 모트 쿠퍼, 화이티 쿠로스키와 조니 비즐리 같은 재능있는 선수들이 팀의 제2군 리그 합동 운영제로부터 각 봄에 결과를 얻어 카디널스는 자신들의 역사에서 전성기로 들어갔다. 사우스워스의 임명에 팀은 109개의 경기들 중 69개를 우승하였고, 1940년 7위에서 3위로 뛰어올랐다. 이어진 시즌에 그들은 97개의 경기들을 우승하고 2위를 하였다.
1942년부터 1944년까지 카디널스는 106개, 105개와 105개의 각해의 경기들, 3개의 페넌트와 2개의 월드 시리즈 타이틀을 우승하였다. 5개의 경기들에서 월드 시리즈로 난입한 사우스워스의 1942년 카디널스는 가을 클래식에서 조 매카시의 양키스를 꺾는 데 단 하나의 팀이었다. 1943년 양팀은 월드 시리즈에서 다시 만났으나 이번에는 양키스가 카디널스에 역전을 시켜 5개의 경기들을 우승하였다. 1944년 카디널스의 3연속 내셔널 리그 페넌트는 또 다른 월드 시리즈로 산출하여 아메리칸 리그의 세인트루이스 브라운스에 6개의 경기 우승을 거두었다. 그 일과 함께 사우스워스는 내셔널 리그 역사상 가장 지배적인 3연속 확장들 중의 하나를 지배하였다.
하지만 1945년 2월 15일 당시 미국 공군의 중령인 그의 아들 빌리 주니어가 그의 보잉 B-29 공중 요새가 플로리다주로 비행 훈련에 뉴욕주 미첼 필드로부터 출발 후 플러싱 베이로 부딪쳐 사망할 때 또 다른 가족의 비극이 충돌하였다.
1945년 시즌의 시작에서 아직도 사우스워스는 감독직을 시작하여 자신의 카디널스가 95개의 우승을 하였으나 시카고 컵스에 밀려 3개의 경기들에서 2위를 한 것을 보았다.

## 후반의 감독 경력
1946년 사우스워스는 보스턴 브레이브스로 옮겨 보고된 1인당 5만 달러를 위한 당시 유리한 감독 계약을 맺고 즉시 브레이브스를 1번째 디비전으로 지도하였다. 재능있는 투수들 조니 세인과 워런 스판이 둘다 제2차 세계 대전에 복무로부터 돌아왔다.
1948년 브레이브스는 자신들의 20세기의 2번째 내셔널 리그 페넌트를 우승하였으나 그해에 열린 월드 시리즈에서 클리블랜드 인디언스에 의하여 6개의 경기들에서 패하였다. 월드 시리즈에서 브레이브스가 11 대 5의 득점에 의하여 투수 밥 펠러를 꺾을 때 단 하나를 제외하고 전부의 경기들이 가까웠다. 작가 존 로시는 감독이 1948년 페넌트를 재능적이지 않은 선수들이 이겼다고 말한 후 세인이 사우스워스를 위한 어떤 존중을 잃었다고 썼다. 세인은 증명되지 않은 "보너스 베이비" 투수 조니 알토벨리의 1948년 계약 후에 이미 사우스워스와 짜증나게 되었다.
이어서 1949년 시즌 동안에 브레이브스는 필드에 분투하여 내야에 혼돈을 일으켰다. 사우스워스는 대량으로 술을 마시고 신경 허탈에 거의 걸릴 뻔했다는 소문이 퍼졌다. 어떤 선수들은 그의 규칙과 규제들에 대하여 불평하였고, 출발 유격수 앨빈 다크와 2루수 에디 스탱키 같은 어떤 선수들은 사우스워스의 음주의 비판적이었다. 그 동안 세인 같은 다른 선수들은 1948년 페넌트를 위하여 사우스워스가 받은 신용의 양을 원망하였다. 8월 16일 브레이브스가 55 승 54 패를 기록하면서 사우스워스는 1949년의 나머지를 위하여 팀을 코치 조니 쿠니에게 넘겨주었다.
다크와 스탱키를 포함한 어떤 반항적이 선수들이 이적된 후, 사우스워스는 1950년 감독직으로 돌아와 브레이브스를 첫 디비전으로 다시 이끌었으나 나이가 든 팀과 거절하는 출석자들이 사우스워스의 경력과 뉴잉글랜드에서 브레이브스의 미래 둘다를 위하여 부족한 징조가 되었다. 1951년 사우스워스의 팀은 6월 19일 28 승 31 패 만이었다. 그는 팀의 총지배인 존 퀸을 불러 자신이 사임하는 데 허용될 수 있도록 의문하였고, 자신의 전 뛰어난 우익수 토미 홈스에 의하여 대체되었다.
사우스워스의 메이저 리그 감독으로서 승패 기록은 1044 승 704 패였다. 그의 .597의 우승률은 매카시의 .615에 사상의 감독들 중에 2위이다. 사우스워스는 선수와 감독으로서 다시 월드 시리즈를 우승하는 데 첫 인물이다.
사우스워스는 1950년대에 스카웃으로서 브레이브스와 남아있었다. 그는 1955년 체포 이후에 음주 운전의 고발에 면제되었고 1956년 시즌에 이어 자신의 계약 말기에 스카웃으로부터 은퇴하였다. 자신의 스카웃 시기에 그는 니그로 리그의 인디애나폴리스 클라운스를 위하여 활약한 훗날의 사상 홈런 지도 선수 행크 에런을 계약하였다.

## 후반의 생애
그의 생애의 마지막 몇십년 간의 기간 동안에 사우스워스는 오하이오주 샌버리의 외부에 살았다. 1969년 여름 그의 건강이 쇠약해지기 시작하고 그는 저택에 감금되었다. 세인트루이스 포스트-디스패치를 위한 기자에게 마지막 인터뷰를 준 그는 1944년에 우승한 대로 카디널스가 1969년 자신들의 3연속 챔피언십을 우승하는 데 얼마나 어려웠나에 소감을 남겼다. 자신이 많은 세월 일찍이 흡연을 끊었어도 사우스워스는 그해 콜럼버스에서 만성 폐쇄성 폐질환으로 사망하여 그린론 묘지에 안장되었다.
그의 사촌 빌 사우스워스는 1964년 메이저 리그에 나왔다.

## 영예
사우스워스는 2008년 미국 야구 명예의 전당으로 선출되었다. 그는 1940년대에 선수로서 선거를 위하여 적합해 왔으나 약간의 투표들을 받았다. 사우스워스가 2003년 감독으로서 비밀 투표에 떨어져 나간 후, 작가 레이먼드 밀러가 편지를 쓴 캠페인을 시작하여 "버드하우스"로 알려진 자신의 웹사이트를 통하여 명예의 전당에 전화를 걸었다. 사우스워스는 16명의 베테랑 협회의 일원들에 의하여 13개의 투표들을 받았다.
2014년 1월 카디널스는 22명의 전 선수들과 더불어 세인트루이스 카디널스 명예의 전당 박물관으로 그해의 클래스를 위하여 헌액되는 데 사우스워스를 공고하였다. 그는 앨라배마주 스포츠 명예의 전당의 일원이기도 하다.